# A1 Grand Prix Saison 2005-2006
La saison 2005-2006 de l'A1 Grand Prix, première édition de l'A1 GP, s'est tenue du 25 septembre 2005 au 2 avril 2006, et a opposé 25 nations.
Le championnat a été nettement dominé par l'équipe de France, représentée alternativement par les pilotes Alexandre Prémat et Nicolas Lapierre au volant de monoplaces préparées par l'écurie DAMS.

## Les équipes engagées
| A1 Team                       | Propriétaire franchise            | Écurie                   | Pilotes |
| ----------------------------- | --------------------------------- | ------------------------ | --- |
| Australie                     | Alan Jones                        | Alan Docking Racing (en) | Christian Jones Will Power Will Davison Marcus Marshall Ryan Briscoe Karl Reindler                                               |
| Autriche                      | Niki Lauda                        | Team Rosberg             | Mathias Lauda Patrick Friesacher                                                                                                 |
| Brésil                        | Ronaldo Emerson Fittipaldi        | ASM F3                   | Nelsinho Piquet Fabio Carbone João Paulo de Oliveira Christian Fittipaldi Tuka Rocha                                             |
| Canada                        | Wade Cherwayko                    | John Village Automotive  | Sean McIntosh Patrick Carpentier                                                                                                 |
| République populaire de Chine | Liu Yu                            | Astromega                | Ma Qinghua Tengyi Jiang |
| République tchèque            | Antonin Charouz                   | ISR Charouz              | Tomáš Enge Jaroslav Janiš Jan Charouz                                                                                            |
| France                        | Jean-Paul Driot                   | DAMS                     | Alexandre Prémat Nicolas Lapierre                                                                                                |
| Allemagne                     | Willi Weber                       | Super Nova Racing        | Timo Scheider Adrian Sutil Sebastian Stahl                                                                                       |
| Royaume-Uni                   | Tony Clements John Surtees        | Arden International      | Robbie Kerr Alex Lloyd Katherine Legge Darren Manning                                                                            |
| Inde                          | Atul Gupta                        | Akbar Ebrahim            | Karun Chandhok Armaan Ebrahim |
| Indonésie                     | ?                                 | CMS                      | Ananda Mikola |
| Irlande                       | Mark Gallagher Mark Kershaw       | Andy Miller              | Ralph Firman Michael Devaney |
| Italie                        | Piercarlo Ghinzani                | Team Ghinzani            | Enrico Toccacelo Nino Piccoli Richard Antinucci Matteo Cressoni Andrea Montermini Raffaele Giammaria (en) Max Busnelli Max Papis |
| Japon                         | ?                                 | Carlin Motorsport        | Ryō Fukuda Hayanari Shimoda Hideki Noda                                                                                          |
| Liban                         | Tameem Auchi                      | Carlin Motorsport        | Khalil Beschir Basil Shaaban Graham Rahal                                                                                        |
| Malaisie                      | Alex Yoong                        | A1 Team Malaysia         | Alex Yoong Fairuz Fauzy |
| Mexique                       | Juan Cortina Julio Jáuregui       | DAMS                     | Luis Díaz Salvador Durán David Martínez                                                                                          |
| Pays-Bas                      | Jan Lammers                       | Racing for Holland       | Jos Verstappen Jeroen Bleekemolen                                                                                                |
| Nouvelle-Zélande              | Colin Giltrap                     | West Surrey Racing (en)  | Matt Halliday Jonny Reid Scott Dixon                                                                                             |
| Pakistan                      | Arif Hussain                      | Super Nova Racing        | Adam Khan Enrico Toccacelo[1] |
| Portugal                      | Luís Figo Carlos Queiroz          | Carlin Motorsport        | Álvaro Parente João Urbano João Barbosa                                                                                          |
| Russie                        | Svetlana Strelnikova Frédéric Dor | Russian Age Racing       | Nikolaï Fomenko Alexei Vasiliev Mikhail Aleshin Roman Rusinov Alexander Tyuryumin                                                |
| Afrique du Sud                | Tokyo Sexwale                     | BCN Competicion          | Tomas Scheckter Stephen Simpson Gavin Cronje                                                                                     |
| Suisse                        | Max Welti                         | DAMS                     | Neel Jani Giorgio Mondini |
| États-Unis                    | Rick Weidlinger                   | David Price Racing       | Scott Speed Bryan Herta Philip Giebler                                                                                           |

Notes:
- Enrico Toccacelo (Italie) a piloté la voiture du Pakistan à Durban à la suite de la blessure d'Adam Langley-Khan. Toutefois, en cas d'arrivée de Toccacelo dans les 10 premiers, l'équipe du Pakistan n'aurait pas inscrit de points.
- Bien que titulaire de la nationalité américaine, Graham Rahal a pu défendre les couleurs de l'équipe du Liban compte tenu de ses origines familiales.
- Le nom de Romain Grosjean était présent sur la voiture suisse mais il n'a jamais participé à une seule course.

## Courses de la saison 2005-2006
Chaque meeting est composé de deux courses disputées le même jour (généralement un dimanche) : la course « sprint » le matin d'une longueur d'environ 50 kilomètres, et la course « principale » l'après-midi, d'une longueur d'environ 180 kilomètres.
Les deux courses donnent lieu à une attribution des points identique :
- Les dix premiers inscrivent des points : 10-9-8-7-6-5-4-3-2-1.
- L'auteur du meilleur tour en course sur l'ensemble du week-end marque un point.

Les points sont accordés non pas aux pilotes mais aux équipes dont ils défendent les couleurs.
| Manche | Date         | Lieu          | Vainqueur        | Équipe             |
| ------ | ------------ | ------------- | ---------------- | ------------------ |
| 1      | 25 septembre | Brands Hatch  | Nelsinho Piquet  | Brésil             |
| 2      | 25 septembre | Brands Hatch  | Nelsinho Piquet  | Brésil             |
| 3      | 9 octobre    | Lausitzring   | Nicolas Lapierre | France             |
| 4      | 9 octobre    | Lausitzring   | Nicolas Lapierre | France             |
| 5      | 23 octobre   | Estoril       | Alexandre Prémat | France             |
| 6      | 23 octobre   | Estoril       | Alexandre Prémat | France             |
| 7      | 6 novembre   | Eastern Creek | Nicolas Lapierre | France             |
| 8      | 6 novembre   | Eastern Creek | Nicolas Lapierre | France             |
| 9      | 20 novembre  | Sepang        | Alexandre Prémat | France             |
| 10     | 20 novembre  | Sepang        | Alexandre Prémat | France             |
| 11     | 11 décembre  | Dubaï         | Neel Jani        | Suisse             |
| 12     | 11 décembre  | Dubaï         | Nicolas Lapierre | France             |
| 13     | 29 janvier   | Durban        | Alexandre Prémat | France             |
| 14     | 29 janvier   | Durban        | Jos Verstappen   | Pays-Bas           |
| 15     | 12 février   | Sentul        | Nicolas Lapierre | France             |
| 16     | 12 février   | Sentul        | Sean McIntosh    | Canada             |
| 17     | 26 février   | Monterrey     | Alexandre Prémat | France             |
| 18     | 26 février   | Monterrey     | Alexandre Prémat | France             |
| 19     | 12 mars      | Laguna Seca   | Salvador Durán   | Mexique            |
| 20     | 12 mars      | Laguna Seca   | Salvador Durán   | Mexique            |
| 21     | 2 avril      | Shanghai      | Alex Yoong       | Malaisie           |
| 22     | 2 avril      | Shanghai      | Tomáš Enge       | République tchèque |

Modification du calendrier : la manche du 15 janvier 2006 à Sentul (Indonésie) a été reportée à la suite du décès de Maktoum ben Rachid Al Maktoum Emir de Dubaï et oncle de Maktoum Hasher Maktoum Al Maktoum, le fondateur de l'A1GP.